# قندار
قُندار (به لاتین: Gondar) یک شهر در اتیوپی است که در استان امهارا واقع شده‌است.

## خصوصیات
قندار ۲۰۹٫۲۷ کیلومترمربع مساحت و ۳۵۸٬۲۵۷ نفر جمعیت دارد و سومین شهر بزرگ اتیوپی پس از آدیس‌آبابا و دیرداوه است و ۲٬۱۳۳ متر بالاتر از سطح دریا واقع شده‌است.

## خواهرخوانده
شهرهای ریشون لتسیون و کرولیس، اورگن خواهرخوانده‌های گوندار هستند.